# لبرژمنت سانت کلمب
لبرژمنت سانت کلمب (تلفظ فرانسوی: [labɛʁʒ(ə)mɑ̃ sɛ̃t kɔlɔ̃b]) یکی از کمون‌های فرانسه است که در دپارتمان سون-ا-لوآر ناحیه بورگوین-فرانش-کنته در جنوب شرقی فرانسه واقع شده است.

## جمعیت

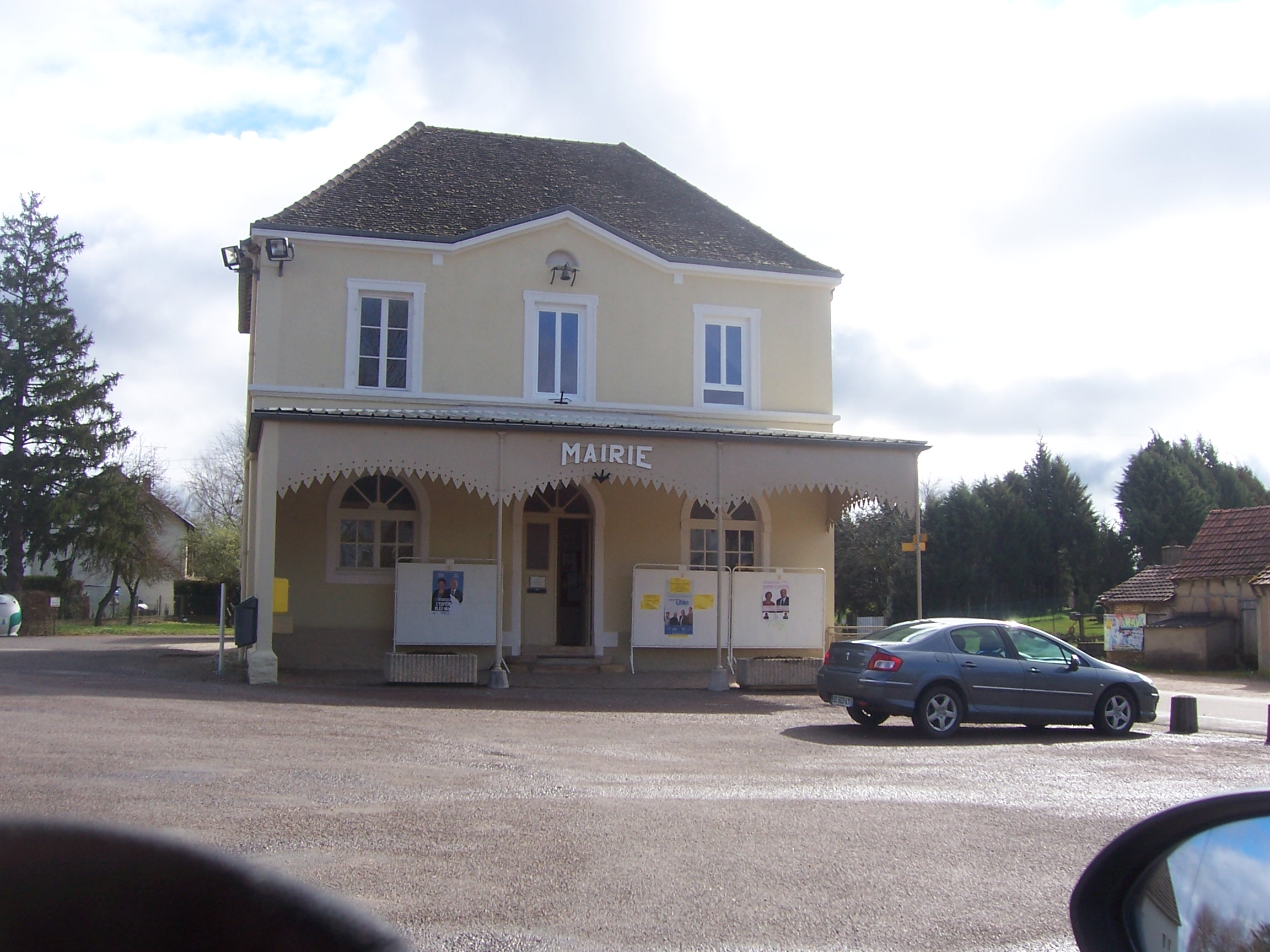
تاون هال
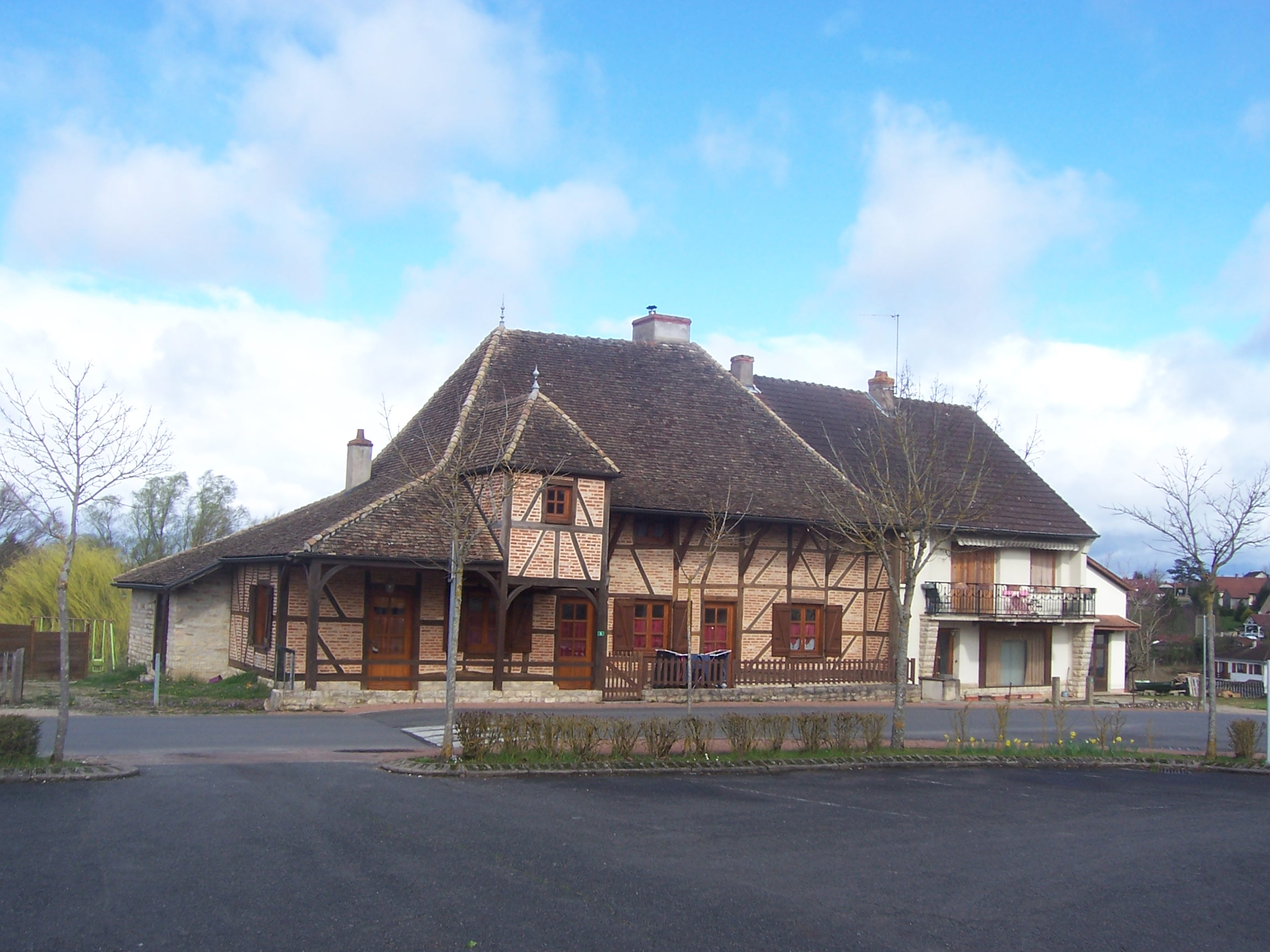
خانه